# Flughafen Lübeck
Luchthaven Lübeck (IATA: LBC, ICAO: EDHL), ook wel bekend onder de naam Lübeck Blankensee Airport (Duits: Flughafen Lübeck Blankensee), is een vliegveld in Duitsland, 8 km ten zuiden van het centrum van Lübeck en 54 km ten noordoosten van Hamburg.
De luchthaven wordt soms ook wel Hamburg of Hamburg/Lübeck Airport genoemd, wat ietwat misleidend is omdat het een stuk dichter bij Lübeck dan bij Hamburg ligt.
Aandeelhouders van het vliegveld zijn de stad Lübeck en het bedrijf Infratil uit Nieuw-Zeeland.
In 2016 werd het luchtverkeer met lijnvluchten gestaakt. In  2020 of 2021 heeft de nieuwe eigenaar  hervatting hiervan gepland. Hiertegen bestaat echter al sinds 2007 veel weerstand van actiegroepen, die onder andere vliegtuiglawaai bij nachtvluchten als argument voor sluiting, dan wel het niet hervatten van nachtvluchten, van het vliegveld aanvoeren. Anno 2019 is nog niet duidelijk, wat de ontwikkelingen op korte termijn zullen zijn.

## Start-en-landingsbaan
De baan heeft als baannummers 07/25 en de lengte ervan is 2102 m en heeft als oppervlak asfalt.